# Llista de monuments del districte de Limós
Llista de monuments del districte de Limós (Aude) registrats com a monuments històrics, bé catalogats d'interès nacional (classé) o bé inventariats d'interès regional (inscrit).
| Monument                                            | Prot. | Època          | Localització                                      | Coordenades                                                | Codi?      | Imatge |
| --------------------------------------------------- | ----- | -------------- | ------------------------------------------------- | ---------------------------------------------------------- | ---------- | --- |
| Porta fortificada de Papi                           | Inv.  | XV-XVI         | Alanha                                            | 43° 06′ 06″ N, 2° 05′ 29″ E / 43.101719°N,2.091393°E       | PA00102510 | Porta fortificada de Papi · Vegeu més fotos d'aquest monument · Carregueu una nova foto d'aquest monument              |
| Maison Larade-Avy                                   | Inv.  | XVI            | Alet rue Cadène                                   | 42° 59′ 48″ N, 2° 15′ 23″ E / 42.996584330°N,2.256349325°E | PA00102525 | Maison Larade-Avy · Vegeu més fotos d'aquest monument · Carregueu una nova foto d'aquest monument                      |
| Maison Calmet                                       | Inv.  | XVI            | Alet rue Cadène                                   | 42° 59′ 49″ N, 2° 15′ 21″ E / 42.9969651°N,2.2558718°E     | PA00102522 | Carregueu una nova foto d'aquest monument                                                                              |
| Maison Fradin                                       | Inv.  | XII-XV         | Alet rue Calvières                                | 42° 59′ 48″ N, 2° 15′ 23″ E / 42.99660028°N,2.256330549°E  | PA00102524 | Maison Fradin · Vegeu més fotos d'aquest monument · Carregueu una nova foto d'aquest monument                          |
| Maison Digeon                                       | Inv.  | XVII           | Alet rue Calvières                                | 42° 59′ 48″ N, 2° 15′ 22″ E / 42.99662578°N,2.256228625°E  | PA00102523 | Maison Digeon · Carregueu una nova foto d'aquest monument                                                              |
| Pedestal de creu                                    | Inv.  |                | Alet place de l'Église                            | 42° 59′ 44″ N, 2° 15′ 20″ E / 42.995428°N,2.255609°E       | PA00102516 | Pedestal de creu · Vegeu més fotos d'aquest monument · Carregueu una nova foto d'aquest monument                       |
| Casa                                                | Inv.  | XVI            | Alet Grande-Place; cantonada rue Cadène           | 42° 59′ 48″ N, 2° 15′ 21″ E / 42.99677095°N,2.2558021545°E | PA00102527 | Casa · Carregueu una nova foto d'aquest monument                                                                       |
| Maison Maury-Rigaud                                 | Inv.  | XVII           | Alet Grande-Place; rue Lamoureux                  | 42° 59′ 48″ N, 2° 15′ 22″ E / 42.996691°N,2.256038°E       | PA00102526 | Maison Maury-Rigaud · Vegeu més fotos d'aquest monument · Carregueu una nova foto d'aquest monument                    |
| Hôtel Labattut                                      | Inv.  | XVI-XVII       | Alet Grande-Place; rue Lamoureux                  | 42° 59′ 48″ N, 2° 15′ 21″ E / 42.996783°N,2.255896°E       | PA00102519 | Hôtel Labattut · Vegeu més fotos d'aquest monument · Carregueu una nova foto d'aquest monument                         |
| Casa                                                | Inv.  |                | Alet Grande-Place; rue du Pont                    | 42° 59′ 48″ N, 2° 15′ 20″ E / 42.9968°N,2.2556°E           | PA00102528 | Carregueu una nova foto d'aquest monument                                                                              |
| Maison Bousquet                                     | Inv.  | XVI            | Alet rue du Séminaire                             | 42° 59′ 48″ N, 2° 15′ 21″ E / 42.99655712°N,2.25578606°E   | PA00102521 | Maison Bousquet · Carregueu una nova foto d'aquest monument                                                            |
| Porta Calvières i muralles                          | Inv.  | XII, XVI       | Alet                                              | 42° 59′ 45″ N, 2° 15′ 26″ E / 42.99589°N,2.257224°E        | PA00102533 | Porta Calvières i muralles · Vegeu més fotos d'aquest monument · Carregueu una nova foto d'aquest monument             |
| Porta de Cadène                                     | Cat.  |                | Alet                                              | 42° 59′ 52″ N, 2° 15′ 22″ E / 42.997785°N,2.256084°E       | PA00102532 | Porta de Cadène · Vegeu més fotos d'aquest monument · Carregueu una nova foto d'aquest monument                        |
| Vestigis del Pont del Diable                        | Inv.  |                | Alet                                              | 43° 00′ 05″ N, 2° 14′ 59″ E / 43.001279°N,2.249652°E       | PA00102531 | Vestigis del Pont del Diable · Carregueu una nova foto d'aquest monument                                               |
| Pont                                                | Cat.  | XIV, XVII      | Alet                                              | 42° 59′ 50″ N, 2° 15′ 13″ E / 42.997099°N,2.253646°E       | PA00102530 | Pont · Vegeu més fotos d'aquest monument · Carregueu una nova foto d'aquest monument                                   |
| Restes del palau episcopal                          | Cat.  |                | Alet                                              | 42° 59′ 46″ N, 2° 15′ 16″ E / 42.996075°N,2.254509°E       | PA00102529 | Restes del palau episcopal · Carregueu una nova foto d'aquest monument                                                 |
| Hôtel de Ville                                      | Inv.  | XVI-XVII       | Alet                                              | 42° 59′ 42″ N, 2° 15′ 24″ E / 42.995059°N,2.256628°E       | PA00102520 | Hôtel de Ville · Vegeu més fotos d'aquest monument · Carregueu una nova foto d'aquest monument                         |
| Església de Saint-Salvaire                          | Inv.  |                | Alet                                              | 43° 00′ 26″ N, 2° 17′ 29″ E / 43.007254°N,2.291358°E       | PA00102518 | Carregueu una nova foto d'aquest monument                                                                              |
| Església parroquial Saint-André                     | Cat.  |                | Alet                                              | 42° 59′ 44″ N, 2° 15′ 20″ E / 42.995529°N,2.255485°E       | PA00102517 | Església parroquial Saint-André · Vegeu més fotos d'aquest monument · Carregueu una nova foto d'aquest monument        |
| Restes de l'antiga catedral Notre-Dame              | Cat.  | Medieval       | Alet                                              | 42° 59′ 45″ N, 2° 15′ 19″ E / 42.99591°N,2.255212°E        | PA00102515 | Restes de l'antiga catedral Notre-Dame · Vegeu més fotos d'aquest monument · Carregueu una nova foto d'aquest monument |
| Antiga abadia                                       | Cat.  |                | Alet                                              | 42° 59′ 45″ N, 2° 15′ 19″ E / 42.9958°N,2.2553°E           | PA00102514 | Antiga abadia · Vegeu més fotos d'aquest monument · Carregueu una nova foto d'aquest monument                          |
| Església                                            | Cat.  | XII, XIV, XV   | Antunhac                                          | 42° 57′ 17″ N, 2° 13′ 30″ E / 42.954663°N,2.225026°E       | PA00102534 | Església · Vegeu més fotos d'aquest monument · Carregueu una nova foto d'aquest monument                               |
| Creu de ferro forjat                                | Inv.  | XVI            | Arcas                                             | 42° 57′ 10″ N, 2° 22′ 27″ E / 42.9527°N,2.3742°E           | PA00102540 | Carregueu una nova foto d'aquest monument                                                                              |
| Castell d'Arcas                                     | Cat.  | XIV            | Arcas                                             | 42° 57′ 11″ N, 2° 22′ 01″ E / 42.953056°N,2.366944°E       | PA00102539 | Castell d'Arcas · Vegeu més fotos d'aquest monument · Carregueu una nova foto d'aquest monument                        |
| Antiga casa pairal                                  | Inv.  | 1695           | Bèlcaire                                          | 42° 48′ 59″ N, 1° 57′ 33″ E / 42.8163°N,1.9593°E           | PA00102554 | Antiga casa pairal · Carregueu una nova foto d'aquest monument                                                         |
| Església de Cavirac                                 | Inv.  | XI, XIX        | Bèlvianes e Cavirac                               | 42° 51′ 14″ N, 2° 12′ 07″ E / 42.85402°N,2.201825°E        | PA00102565 | Església de Cavirac · Vegeu més fotos d'aquest monument · Carregueu una nova foto d'aquest monument                    |
| Gruta prehistòrica de la Cauna                      | Inv.  |                | Belvis                                            | 42° 50′ 58″ N, 2° 04′ 57″ E / 42.8495°N,2.0826°E           | PA00102929 | Gruta prehistòrica de la Cauna · Carregueu una nova foto d'aquest monument                                             |
| Cementiri                                           | Inv.  | XV, XVI        | Borijòla                                          | 42° 59′ 19″ N, 2° 08′ 18″ E / 42.9886°N,2.1382°E           | PA00102571 | Carregueu una nova foto d'aquest monument                                                                              |
| Església                                            | Inv.  | XVII, XIX      | Brenac                                            | 42° 53′ 29″ N, 2° 09′ 13″ E / 42.8914°N,2.1537°E           | PA00102575 | Església · Vegeu més fotos d'aquest monument · Carregueu una nova foto d'aquest monument                               |
| Ruïnes del castell                                  | Inv.  | XVI            | Bugarag                                           | 42° 52′ 36″ N, 2° 21′ 05″ E / 42.87671°N,2.35143°E         | PA00102576 | Ruïnes del castell · Vegeu més fotos d'aquest monument · Carregueu una nova foto d'aquest monument                     |
| Antiga església                                     | Inv.  | XII, XIII, XIX | Castèlrenc                                        | 43° 01′ 40″ N, 2° 08′ 16″ E / 43.0278°N,2.1377°E           | PA00102636 | Antiga església · Vegeu més fotos d'aquest monument · Carregueu una nova foto d'aquest monument                        |
| Castell                                             | Inv.  | XIII-XVIII     | Caudavalh                                         | 43° 04′ 32″ N, 1° 58′ 27″ E / 43.0756°N,1.9741°E           | PA00102637 | Castell · Vegeu més fotos d'aquest monument · Carregueu una nova foto d'aquest monument                                |
| Església parroquial                                 | Inv.  | XI             | Clarmont                                          | 43° 02′ 47″ N, 2° 25′ 13″ E / 43.0465°N,2.4203°E           | PA00102655 | Església parroquial · Vegeu més fotos d'aquest monument · Carregueu una nova foto d'aquest monument                    |
| Antic castell                                       | Inv.  | XI-XII         | Clarmont                                          | 43° 02′ 36″ N, 2° 25′ 19″ E / 43.0433°N,2.4219°E           | PA00102654 | Antic castell · Vegeu més fotos d'aquest monument · Carregueu una nova foto d'aquest monument                          |
| Castell                                             | Cat.  | XVI            | Coisan                                            | 42° 56′ 43″ N, 2° 15′ 14″ E / 42.945189°N,2.253922°E       | PA00102662 | Castell · Vegeu més fotos d'aquest monument · Carregueu una nova foto d'aquest monument                                |
| Església Saint-Etienne                              | Inv.  | XII, XIX       | Cornanèl                                          | 43° 01′ 58″ N, 2° 14′ 00″ E / 43.0328°N,2.2334°E           | PA00102664 | Església Saint-Etienne · Vegeu més fotos d'aquest monument · Carregueu una nova foto d'aquest monument                 |
| Castell del bisbes d'Alet                           | Inv.  | 1318-1333      | Cornanèl                                          | 43° 01′ 58″ N, 2° 14′ 04″ E / 43.0327°N,2.2345°E           | PA00102663 | Castell del bisbes d'Alet · Vegeu més fotos d'aquest monument · Carregueu una nova foto d'aquest monument              |
| Ruïnes del castell                                  | Inv.  | XII-XVI        | Costaussa                                         | 42° 56′ 25″ N, 2° 16′ 36″ E / 42.9403°N,2.2768°E           | PA00102666 | Ruïnes del castell · Vegeu més fotos d'aquest monument · Carregueu una nova foto d'aquest monument                     |
| Hôtel de Ville                                      | Inv.  | XVIII          | Eissalabra                                        | 42° 58′ 56″ N, 2° 00′ 21″ E / 42.9823°N,2.0058°E           | PA00102651 | Hôtel de Ville · Vegeu més fotos d'aquest monument · Carregueu una nova foto d'aquest monument                         |
| Església                                            | Cat.  | XV             | Eissalabra                                        | 42° 58′ 56″ N, 2° 00′ 22″ E / 42.9822°N,2.0061°E           | PA00102650 | Església · Vegeu més fotos d'aquest monument · Carregueu una nova foto d'aquest monument                               |
| Església                                            | Cat.  | XVIII-XIX      | Escolobre                                         | 42° 44′ 21″ N, 2° 07′ 33″ E / 42.7392°N,2.1257°E           | PA00102678 | Església · Vegeu més fotos d'aquest monument · Carregueu una nova foto d'aquest monument                               |
| Pont                                                | Inv.  |                | Esperasan                                         | 42° 56′ 01″ N, 2° 13′ 12″ E / 42.9337°N,2.22°E             | PA00102680 | Pont · Vegeu més fotos d'aquest monument · Carregueu una nova foto d'aquest monument                                   |
| Església                                            | Cat.  | XII, XVII      | Esperasan                                         | 42° 56′ 01″ N, 2° 13′ 17″ E / 42.9337°N,2.2213°E           | PA00102679 | Església · Vegeu més fotos d'aquest monument · Carregueu una nova foto d'aquest monument                               |
| Torre quadrada i restes de fortificacions adjacents | Inv.  | XII, XIII      | Fan                                               | 42° 56′ 03″ N, 2° 11′ 32″ E / 42.9341°N,2.1921°E           | PA00102681 | Carregueu una nova foto d'aquest monument                                                                              |
| Domaine de Villemartin                              | Inv.  | XIV            | Gajan e Viladieus                                 | 43° 04′ 58″ N, 2° 11′ 53″ E / 43.0828°N,2.198°E            | PA00102696 | Domaine de Villemartin · Carregueu una nova foto d'aquest monument                                                     |
| Església Notre-Dame                                 | Inv.  | XVI, XVII      | Gramasia                                          | 43° 08′ 22″ N, 2° 05′ 49″ E / 43.1395°N,2.0969°E           | PA00102698 | Església Notre-Dame · Vegeu més fotos d'aquest monument · Carregueu una nova foto d'aquest monument                    |
| Pont sobre el Lauquet                               | Inv.  | 1762-1769      | Grefuèlh                                          | 43° 04′ 40″ N, 2° 22′ 33″ E / 43.0777°N,2.3757°E           | PA00102700 | Pont sobre el Lauquet · Vegeu més fotos d'aquest monument · Carregueu una nova foto d'aquest monument                  |
| Església                                            | Inv.  | XIV            | Grefuèlh                                          | 43° 04′ 43″ N, 2° 22′ 37″ E / 43.0787°N,2.377°E            | PA00102699 | Església · Vegeu més fotos d'aquest monument · Carregueu una nova foto d'aquest monument                               |
| Antiga abadia de Rieunette                          | Cat.  | XII            | Ladèrn de Lauquet                                 | 43° 05′ 47″ N, 2° 24′ 07″ E / 43.0965°N,2.4019°E           | PA00102710 | Antiga abadia de Rieunette · Vegeu més fotos d'aquest monument · Carregueu una nova foto d'aquest monument             |
| Antiga església Sainte-Colombe                      | Inv.  | XIII-XVI       | Ladinha d'Amont                                   | 43° 02′ 27″ N, 2° 09′ 37″ E / 43.0407°N,2.1604°E           | PA00102670 | Antiga església Sainte-Colombe · Vegeu més fotos d'aquest monument · Carregueu una nova foto d'aquest monument         |
| Creu de cementiri                                   | Cat.  | XVI            | Ladinha d'Aval                                    | 43° 02′ 51″ N, 2° 10′ 47″ E / 43.0476°N,2.1797°E           | PA00102672 | Carregueu una nova foto d'aquest monument                                                                              |
| Creu                                                | Inv.  | XIV            | Ladinha d'Aval                                    | 43° 02′ 51″ N, 2° 10′ 47″ E / 43.0474°N,2.1797°E           | PA00102671 | Carregueu una nova foto d'aquest monument                                                                              |
| Casa                                                | Inv.  |                | Limós 57 rue de la Blanquerie                     | 43° 03′ 14″ N, 2° 13′ 15″ E / 43.0539°N,2.2208°E           | PA00102750 | Carregueu una nova foto d'aquest monument                                                                              |
| Casa                                                | Inv.  | XVIII          | Limós 2 rue Saint-Victor                          | 43° 03′ 16″ N, 2° 13′ 04″ E / 43.0544°N,2.2179°E           | PA00102751 | Carregueu una nova foto d'aquest monument                                                                              |
| Peu de creu                                         | Inv.  |                | Limós chemin de Lapeyre                           | 43° 01′ 24″ N, 2° 16′ 12″ E / 43.02335°N,2.27008°E         | PA00102746 | Carregueu una nova foto d'aquest monument                                                                              |
| Casa                                                | Inv.  | XVII           | Limós 7 rue de la Trinité                         | 43° 03′ 15″ N, 2° 13′ 02″ E / 43.0543°N,2.2173°E           | PA00102752 | Carregueu una nova foto d'aquest monument                                                                              |
| Hôtel de Brasse                                     | Inv.  | XVIII-XIX      | Limós                                             | 43° 03′ 18″ N, 2° 12′ 57″ E / 43.0549°N,2.2158°E           | PA11000017 | Carregueu una nova foto d'aquest monument                                                                              |
| Pont-Neuf sobre l'Aude                              | Inv.  | XIV, XVIII     | Limós prop de l'església Saint-Martin             | 43° 03′ 15″ N, 2° 13′ 10″ E / 43.05416°N,2.21955°E         | PA00102753 | Pont-Neuf sobre l'Aude · Vegeu més fotos d'aquest monument · Carregueu una nova foto d'aquest monument                 |
| Hôtel de Ville                                      | Inv.  | 1722           | Limós                                             | 43° 03′ 11″ N, 2° 13′ 05″ E / 43.053°N,2.2181°E            | PA00102749 | Hôtel de Ville · Vegeu més fotos d'aquest monument · Carregueu una nova foto d'aquest monument                         |
| Església parroquial Saint-Martin                    | Inv.  | XII-XVI        | Limós                                             | 43° 03′ 13″ N, 2° 13′ 07″ E / 43.0536°N,2.21872°E          | PA00102748 | Església parroquial Saint-Martin · Vegeu més fotos d'aquest monument · Carregueu una nova foto d'aquest monument       |
| Església Notre-Dame-de-Marceille                    | Inv.  | XIV, XIX       | Limós                                             | 43° 04′ 02″ N, 2° 13′ 34″ E / 43.06724°N,2.22622°E         | PA00102747 | Església Notre-Dame-de-Marceille · Vegeu més fotos d'aquest monument · Carregueu una nova foto d'aquest monument       |
| Antic convent des Cordeliers                        | Inv.  | XIV            | Limós                                             | 43° 03′ 06″ N, 2° 13′ 07″ E / 43.0517°N,2.2187°E           | PA00102745 | Carregueu una nova foto d'aquest monument                                                                              |
| Església Notre-Dame                                 | Inv.  | XIV            | Lopian                                            | 43° 03′ 46″ N, 2° 06′ 44″ E / 43.0627°N,2.1122°E           | PA00102754 | Església Notre-Dame · Vegeu més fotos d'aquest monument · Carregueu una nova foto d'aquest monument                    |
| Creu                                                | Inv.  |                | Malràs creuament C.G.C. 114E i camí del cementiri | 43° 03′ 51″ N, 2° 10′ 26″ E / 43.0642°N,2.1738°E           | PA00102756 | Carregueu una nova foto d'aquest monument                                                                              |
| Església parroquial                                 | Inv.  | XVII           | Marsan                                            | 42° 49′ 20″ N, 2° 09′ 19″ E / 42.8221°N,2.1554°E           | PA00102761 | Església parroquial · Vegeu més fotos d'aquest monument · Carregueu una nova foto d'aquest monument                    |
| Església parroquial                                 | Inv.  | XIV            | Maseròlas                                         | 43° 08′ 19″ N, 2° 04′ 15″ E / 43.13872°N,2.07087°E         | PA00102769 | Església parroquial · Vegeu més fotos d'aquest monument · Carregueu una nova foto d'aquest monument                    |
| Creu de terme                                       | Inv.  | XVI            | Maseròlas                                         | 43° 08′ 20″ N, 2° 04′ 15″ E / 43.1388°N,2.0708°E           | PA00102768 | Creu de terme · Vegeu més fotos d'aquest monument · Carregueu una nova foto d'aquest monument                          |
| Font monumental                                     | Inv.  | XVIII          | Montasèls                                         | 42° 56′ 42″ N, 2° 14′ 45″ E / 42.945°N,2.2459°E            | PA00102775 | Font monumental · Vegeu més fotos d'aquest monument · Carregueu una nova foto d'aquest monument                        |
| Església parroquial Saint-Genest                    | Inv.  | XIV, XVI       | Piussa                                            | 43° 04′ 49″ N, 2° 14′ 00″ E / 43.0803°N,2.2333°E           | PA11000025 | Església parroquial Saint-Genest · Vegeu més fotos d'aquest monument · Carregueu una nova foto d'aquest monument       |
| Oratori                                             | Cat.  | XV             | Piussa                                            | 43° 05′ 00″ N, 2° 13′ 51″ E / 43.0832°N,2.2309°E           | PA00102860 | Oratori · Vegeu més fotos d'aquest monument · Carregueu una nova foto d'aquest monument                                |
| Antiga església rural de Saint-André                | Inv.  | XI, XII        | Piussa                                            | 43° 04′ 59″ N, 2° 15′ 56″ E / 43.083°N,2.2656°E            | PA00102859 | Carregueu una nova foto d'aquest monument                                                                              |
| Castell                                             | Cat.  | XIII           | Piussa                                            | 43° 04′ 50″ N, 2° 13′ 56″ E / 43.08056°N,2.232361°E        | PA00102858 | Castell · Vegeu més fotos d'aquest monument · Carregueu una nova foto d'aquest monument                                |
| Castell                                             | Inv.  | XV-XVII        | Pomars                                            | 43° 06′ 40″ N, 2° 17′ 29″ E / 43.1111°N,2.2914°E           | PA00102863 | Castell · Carregueu una nova foto d'aquest monument                                                                    |
| Ruïnes del castell de Puillorenç                    | Cat.  |                | La Pradella - Puillorenç                          | 42° 48′ 13″ N, 2° 17′ 56″ E / 42.80361°N,2.29889°E         | PA00102871 | Ruïnes del castell de Puillorenç · Vegeu més fotos d'aquest monument · Carregueu una nova foto d'aquest monument       |
| Ruïnes del castell                                  | Cat.  | XIII-XIV       | Puègverd                                          | 42° 55′ 16″ N, 2° 03′ 20″ E / 42.921111°N,2.055556°E       | PA00102872 | Ruïnes del castell · Vegeu més fotos d'aquest monument · Carregueu una nova foto d'aquest monument                     |
| Ruïnes del castell                                  | Inv.  |                | Quilhan                                           | 42° 52′ 29″ N, 2° 11′ 12″ E / 42.874639°N,2.186788°E       | PA00102873 | Ruïnes del castell · Vegeu més fotos d'aquest monument · Carregueu una nova foto d'aquest monument                     |
| Església de Santa Maria Magdalena                   | Inv.  | XII, XIX       | Rènnas del Castèl                                 | 42° 55′ 41″ N, 2° 15′ 48″ E / 42.928056°N,2.263333°E       | PA00132609 | Església de Santa Maria Magdalena · Vegeu més fotos d'aquest monument · Carregueu una nova foto d'aquest monument      |
| Església                                            | Inv.  | XVI            | Ròcafuèlh                                         | 42° 49′ 11″ N, 1° 59′ 42″ E / 42.819659°N,1.994989°E       | PA00102878 | Església · Vegeu més fotos d'aquest monument · Carregueu una nova foto d'aquest monument                               |
| Castell                                             | Inv.  | XVII           | Sant Ferriòl                                      | 42° 53′ 30″ N, 2° 13′ 29″ E / 42.8918°N,2.2247°E           | PA11000018 | Castell · Vegeu més fotos d'aquest monument · Carregueu una nova foto d'aquest monument                                |
| Antiga abadia Sant Ilari                            | Cat.  | XIII-XV        | Sant Ilari                                        | 43° 05′ 38″ N, 2° 18′ 38″ E / 43.0939°N,2.3106°E           | PA00102882 | Antiga abadia Sant Ilari · Vegeu més fotos d'aquest monument · Carregueu una nova foto d'aquest monument               |
| Vestigis d'abadia i el seu aqüeducte                | Inv.  |                | Sant Policarpi                                    | 43° 02′ 28″ N, 2° 17′ 24″ E / 43.041089°N,2.290016°E       | PA00102933 | Vestigis d'abadia i el seu aqüeducte · Vegeu més fotos d'aquest monument · Carregueu una nova foto d'aquest monument   |
| Església                                            | Cat.  | XII            | Sant Policarpi                                    | 43° 02′ 28″ N, 2° 17′ 24″ E / 43.041111°N,2.29°E           | PA00102894 | Església · Vegeu més fotos d'aquest monument · Carregueu una nova foto d'aquest monument                               |
| Castell                                             | Inv.  | XVII-XVIII     | La Serpent                                        | 42° 58′ 07″ N, 2° 11′ 00″ E / 42.9685°N,2.1833°E           | PA00102901 | Castell · Vegeu més fotos d'aquest monument · Carregueu una nova foto d'aquest monument                                |
| Antic castell senyorial                             | Inv.  | XVI-XVIII      | Sèrras                                            | 42° 56′ 51″ N, 2° 19′ 22″ E / 42.9476°N,2.3227°E           | PA00102902 | Antic castell senyorial · Vegeu més fotos d'aquest monument · Carregueu una nova foto d'aquest monument                |
| Castell de Vilarzèl                                 | Inv.  | XV-XVII        | Vilarzèl de Rasés                                 | 43° 08′ 24″ N, 2° 12′ 24″ E / 43.1401°N,2.2066°E           | PA11000035 | Castell de Vilarzèl · Carregueu una nova foto d'aquest monument                                                        |
| Monument funerari gal·loromà                        | Inv.  | Gal·loromà     | Vilalonga d'Aude Larmado                          | 43° 03′ 01″ N, 2° 06′ 40″ E / 43.050311°N,2.110987°E       | PA00102919 | Carregueu una nova foto d'aquest monument                                                                              |